# Menhir de Saint-Aubin-Sauges
Le menhir de Saint-Aubin-Sauges (Menhir du Pré de Devens) est un mégalithe datant du Néolithique ou de l'Âge du bronze situé à Saint-Aubin-Sauges sur le territoire de La Grande Béroche, dans le canton de Neuchâtel, en Suisse.

## Situation
Le menhir est à proximité de deux autres menhirs, le Menhir Tronqué De La Forêt Du Devens et Le Grand Menhir De La Forêt du Devens. Les trois menhirs se trouvent sur le lieu-dit Le Devens, qui chevauche les anciennes communes de Saint-Aubin et de Gorgier. Ils forment un triangle avec quelques centaines de mètres de distance entre les points.

## Description
Constitué d'un bloc de granit dont trois des quatre faces ont été taillées, la pierre mesure 1,65 m de hauteur pour 0,85 m de largeur et comporte deux entailles sur sa face occidentale, une profonde au sommet du bloc et une autre à la base.
En 1845, lorsque des paysans ont voulu enterrer le menhir (qui gênait pendant l'exploitation du champ), des ossements humains ainsi des gros morceaux de céramique ou des fragments de tuiles ont été retrouvés lors du creusement de la fosse. L'année suivante, le menhir est redressé à son emplacement d'origine par Frédéric Dubois de Montperreux après des sondages sur ordre du gouvernement de la Principauté de Neuchâtel. Selon des récits de villageois interrogés à cette occasion, il semblerait qu'un squelette entier fût trouvé dans une fosse creusée à côté du menhir lors de son déplacement initial.
Une datation précise de ce menhir n'a pas été établie, ce qui est typique de ce genre de mégalithes isolés à cause du manque de vestiges découverts dans les alentours en contexte archéologique contrôlé. Cependant, il est probable que le menhir du Pré de Devens a été érigé au Néolithique moyen, lors de la première phase de construction mégalithique en Suisse pendant le Ve millénaire av. J.-C., ou au Néolithique final, lors d'une deuxième phase de construction au IIIe millénaire av. J.-C.

## Signification
Les menhirs apparaissent sur le territoire suisse au cours du Ve millénaire av. J.-C. avec l'arrivée de l'agriculture et se concentrent à l'ouest sur la rive nord du lac de Neuchâtel, la haute vallée du Rhône et le bassin lémanique,. Ils sont travaillés à partir de blocs erratiques alpins, résistant à l'érosion, et transformés en formes géométriques ou anthropomorphiques. Pendant que des sites comme Treytel-A Sugiez ou Saint-Aubin Derrière La Croix comportent plusieurs menhirs arrangés en lignes et s'interprètent comme des lieux à caractère social et rituel, la signification des menhirs individuels sur la rive nord du lac de Neuchâtel est moins claire. Ils se trouvent sur des terrasses à altitude variées, depuis le bord de l'eau jusqu'à 650 m de altitude ou les moraines et les flancs du jura se rejoignent. Ils ont pu servir comme balises de chemins et de leurs croisements ou comme indicateurs de sources d'eau ou de matière première,. Leur nature pérenne (seuls monuments de ce genre dans le paysage au Ve millénaire av. J.-C.) se prête aussi à y voir une fonction dans l'orientation et la structuration des terres,. Une interprétation symbolique en tant qu'indicateur de lieux sacrés, lieux de rituels, de commémoration de personnages ou de représentations de dieux est aussi envisageable.